# Muchtar Bilmuchtar
Muchtar ibn Muhammad Bilmuchtar, znany też jako Chalid Abu al-Abbas, Jednooki, Mr. Marlboro czy Nieuchwytny (ur. 1 czerwca 1972 w Ghardai) – algierski terrorysta, przemytnik, handlarz bronią. Weteran wojen domowych w Afganistanie i Algierii. Był dowódcą Al-Ka’idy Islamskiego Maghrebu. W 2012 założył własne ugrupowanie – Zamaskowany Batalion („Al-Mulathamun”), znane też jako Sygnatariusze Krwi, odpowiedzialną za atak na pole gazowe Ajn Amnas w 2013. Zamaskowany Batalion była wpisana na listę organizacji terrorystycznych Departamentu Stanu USA. W 2013 Bilmuchtar połączył swoje ugrupowanie z MUJAO, przez co powstała nowa organizacja o nazwie Al-Murabitun.

## Życiorys

### Wojna w Afganistanie
Bilmuhtar urodził się w Algierii. Podczas swojej edukacji interesował się tematyką dżihadu. W 1991 wyjechał do Afganistanu, gdzie trwała wojna domowa między dżihadystami i rządem komunistycznym. Trenował w obozach Al-Ka’idy w Chaldenie oraz Dżalalabadzie. Uczył się tam rzemiosła wojennego, strzelać, konstruować bomby, a także przemycać broń, narkotyki i ludzi. Prawdopodobnie podczas konstrukcji jednej z bomb stracił lewe oko, dlatego nosi przydomek „jednooki”.

### Walki w Afryce Północnej
W 1991 wybuchła wojna domowa w Algierii i w związku z tym Bilmuchtar powrócił do ojczyzny dwa lata później, gdzie przystąpił do Zbrojnej Grupy Islamskiej (GIA), walczącej z rządem. W 1998 zaciągnął się do Salafickiej Grupa Modlitwy i Walki (GSPC), która nie poszła na ugodę z algierskimi władzami.
Islamiści ostatecznie ponieśli w 2002 porażkę w wojnie z wojskiem algierskim. Bilmuchtar zasłynął podczas konfliktu jako zdolny dowódca polowy, twardy, nieustraszony bojownik. W wyniku przegranej wojny, rebelianci ewakuowali się na południe w głąb pustyni oraz krajów Sahelu takich jak Mali, Mauretania, Niger. Wówczas GSPC przekształcono w Al-Kaidę Islamskiego Maghrebu (AQIM), która rozpoczęła rebelię w wyżej wymienionych krajach. Bilmuchtar działał głównie na pustynnych regionach północnego Mali. Utworzył tam grupę zajmującą się głównie przemytem i uprowadzaniem ludzi dla okupu. Przemycał papierosy (stąd jego drugi przydomek „Pan Marlboro”), narkotyki, kradzione samochody, diamenty, ludzi, szmuglował również broń dla ugrupowań rebelianckich w Afryce. W 2003 stał za uprowadzeniem na Saharze 32 europejskich turystów za których otrzymał 6,5 mln euro. Według ośrodka wywiadowczego Stratfor na porwanym Europejczyku zarabiał przeciętnie 3 mln dolarów. Łącznie na porwaniach zarobił dziesiątki milionów euro. W 2008 ludzie Bilmuchtara porwali w Nigrze kanadyjskiego dyplomatę z ONZ, Roberta Fowlera. Po uwolnieniu Fowler przyznał, że terrorysta dbał o zakładników, by otrzymać wysoki okup.

### Wojna w Mali
Posiadał cichą akceptację zastraszonej ludności, dzięki czemu czterokrotnie się żenił. Miał syna Usamę na cześć założyciela Al-Ka’idy, Ibn Ladina. Przez działalność w AQIM, Bilmuchtar nie był postrzegany na świecie jako typowy terrorysta, walczący z Zachodem, tylko jako pustynny rozbójnik, którego celem były pieniądze. Przez swoją działalność znalazł się wysoko w hierarchii AQIM i dowodził jedną z dwóch największych brygad w Mali. Uczestniczył na początku 2012 w powstaniu Tuaregów w Mali po stronie powstańców, a następnie walczył przeciwko nim, pokonawszy ich w czerwcu 2012, uczynił Azawad kalifatem. W związku ze zwycięstwem dżhiadystów z malijską armią i Tuaregami, arena międzynarodowa przygotowywała się do operacji odbicia północnego Mali z rąk terrorystów. Po zwycięstwie w Mali, Bilmuchtar pokojowo był nastawiony do przygotowywanej interwencji Zachodu, toteż odebrano mu stopień dowódczy w AQIM.
Pod koniec 2012 założył własne ugrupowanie – Zamaskowaną Brygadę, która po rozpoczęciu interwencji Francji w Mali, 16 stycznia 2013 przypuściła atak na atak na pole gazowe Ajn Amnas, porywając ponad 800 pracujących tam osób, w tym 132 cudzoziemców. Według terrorystów był to odwet za francuskie bombardowania pozycji dżihadystów w Mali. Po czterech dniach oblężenia i szturmie algierskich jednostek specjalnych uwolniono zakładników, jednak 39 z nich poniosło śmierć. Po ataku na Ajn Amnas stał się jednym z najbardziej poszukiwanych terrorystów świata.
22 sierpnia 2013, według oświadczenia podpisanego przez Ahmeda al-Tilemsiego i Muchtara Bilmuchtara MUJAO i Zamaskowany Batalion zostały połączone w jedną organizację, którą nazwano Al-Murabitun. O fuzję wnioskował przywódca Al-Ka’idy Ajman az-Zawahiri. Obaj przywódcy ustalili, że nie będą szefować połączonej grupie, na czele organizacji stanął wówczas Egipcjanin Abu Bakr an-Nasri.
Po śmierci egipskiego przywódcy w kwietniu 2014, przywództwo nad grupą objął Ahmed Al-Tilemsi, na co zgodził się Bilmuchtar. W grudniu 2014 r. Al-Tilemsi również zginął. Pod nieobecność Bilmuchtara samozwańczo wodzem ogłosił się jeden z zastępców Al-Tolemsiego, Adnan Abu Walid al Sahrawi. Bilmuchtar nie uznał nowego przywódcy.
W maju 2015 roku al Sahrawi zadeklarował sojusz organizacji z Państwem Islamskim, jednak kilka dni później Bilmuchtar wydał oświadczenie, w którym negował ważność tego oświadczenia, oskarżył PI o „zabijanie niewinnych muzułmanów” i zadeklarował wierność Ajmanowi az-Zawahiriemu, przywódcy Al-Ka’idy, którego władza została osłabiona przez odłączenie się Islamskiego Państwa Iraku i Lewantu

### Rzekoma śmierć
14 czerwca 2015 libijskie władze podały informację, jakoby Bilmuchtar został zabity podczas nalotów armii amerykańskiej w Libii. Nie dostarczono jednak żadnych pewnych dowodów. Armia amerykańska natomiast przyznała, że celem nalotów był między innymi przywódca Al-Murabitun, jednak nie potwierdziła jego śmierci.
W styczniu 2016 Departament Stanu usunął nazwisko Bilmuchtara z listy terrorystów, za których wyznaczono nagrodę